# Chinese Train Control System
Chinese Train Control System, kurz: CTCS (中國列車控制系統 / 中国列车控制系统,  Zhōngguó Lièchē Kòngzhìxìtǒng) ist die englischsprachige Bezeichnung der Spezifikation von Zugbeeinflussungssystemen der Volksrepublik China.
Die gesamte chinesische Hochgeschwindigkeitsflotte (fast 3000 Triebzüge) ist mit CTCS (Level 2 und 3) ausgerüstet.
Das CTCS ist strukturell gleichartig wie das European Train Control System (ETCS) aufgebaut und einzelne Ausprägungen entsprechen direkt europäischen Standards.

## Funktion
CTCS spezifiziert mehrere Level:
- CTCS-0: Gleisstromkreis + Führerstandssignalisierung + Fahrsperren,[3]
- CTCS-1: Gleisstromkreis + Führerstandssignalisierung + Fahrsperren,[3]
- CTCS-2: Gleisstromkreis + Balisen + ATP. Der Gleisstromkreis wird sowohl für die Markierung der Belegung des Blockabschnittes als auch für die Signalfreigabe verwendet. Die Architektur ist vergleichbar zu TVM-300.[3] Das System kommt üblicherweise auf mit 200 bis 250 km/h befahrenen Hochgeschwindigkeitsstrecken zum Einsatz.[1]
- CTCS-3D: Gleisstromkreis + Balisen + ATP (entspricht ETCS Level 1),
- CTCS-3: Balisen + GSM-R + ATP (entspricht ETCS Level 2),[3][4] Es kommt vor allen Dingen auf Hochgeschwindigkeitsstrecken für Geschwindigkeiten von 250 km/h und darüber zum Einsatz.[1] ATO auf Grundlage von Level 3 soll auf einer Hochgeschwindigkeitsstrecke zu den Olympischen Winterspielen 2022 zur Verfügung stehen.[1]
- CTCS-4: Balisen + GSM-R + ATP, Moving Block (Fahren im wandernden Raumabstand bzw. absoluten Bremswegabstand)

Die Level 2, 3, 4 sind jeweils rückwärtskompatibel zum niedrigeren Level. Das Fahren im wandernden Raumabstand bzw. absoluten Bremswegabstand von CTCS-4 ist auch in ETCS Level 3 spezifiziert.

## Einsatz
CTCS wurde 2003 vorgeschlagen.
Das System CTCS-2 kommt seit 2007 zum Einsatz.
Das System CTCS-3 (ETCS Level 2) wurde in der Volksrepublik China zuerst auf der fast 1.000 km langen Hochgeschwindigkeitsstrecke zwischen Wuhan und Guangzhou eingesetzt. Der Mitte 2007 vergebene Auftrag zur Streckenausrüstung hatte ein Volumen von 66 Millionen Euro (für Installation, Lieferung, Prüfung und Inbetriebnahme) und umfasste neben der Streckenausrüstung auch die Ausrüstung von 60 Hochgeschwindigkeitszügen. Die Inbetriebnahme erfolgte im Jahre 2009 und der Beginn des kommerziellen Betriebes im Januar 2010.
Hitachi kündigte um 2010 an, seine CTCS-Lösungen für den europäischen Markt (ETCS, SRS 2.3.0d) anzupassen. In einer Übereinkunft mit dem britischen Schienennetzbetreiber Network Rail sicherte das Unternehmen einen entsprechenden Umbau zweier von ihm zuvor gefertigter Versuchszüge zu.
Zum Ende des Jahres 2015 waren mehr als 14.000 km Eisenbahnstrecke mit CTCS-2 und mehr als 8.000 km mit CTCS-3 ausgerüstet. Diese Strecken wurden von 1887 elektrischen Triebzügen genutzt.